# The Greatest Hit あの頃の私へ....
『The Greatest Hit あの頃の私へ....』（ザ・グレイテスト・ヒット あのころのわたしへ）は、日本のAORバンドである1986オメガトライブ、およびカルロス・トシキ&オメガトライブの、解散後に発売したベスト・アルバム。規格品番：VPCC-83111。
題名については、表紙では『あの頃の私へ....The Greatest Hit』と表記されているが、この項目では背表紙の『The Greatest Hit』に合わせて、『The Greatest Hit あの頃の私へ....』に統一する。

## 解説
カルロス・トシキ&オメガトライブの解散から、1年後に発売したベスト・アルバム（1986オメガトライブの楽曲もあるが、「Carlos・T and Omega Tribe」という名義になっている）。
「時はかげろう」で始まり、「君は1000%」で終わる、時系列を遡る楽曲順である。
『BEST REMIX』収録楽曲は、同アルバムのバージョンで収録されている。
ブックレットは、1992年3月21日PM9:17から1986年5月1日PM8：24までの5作の時代を振り返ったポエムが添えられている。

## 収録曲
1. 時はかげろう
2. 花の降る午後
3. Bad Girl
4. どうして好きといってくれないの
5. 君は弱くない
6. アクアマリンのままでいて
  - 『BEST REMIX』収録バージョン
7. Last Train
8. Be Yourself
9. Down Town Mystery
  - 『BEST REMIX』収録バージョン
10. Stay Girl Stay Pure
  - 『BEST REMIX』収録バージョン
11. Miss Lonely Eyes
  - 『BEST REMIX』収録バージョン
12. I'll Never Forget You
13. Cosmic Love
  - 『BEST REMIX』収録バージョン
14. Your Graduation
  - 『BEST REMIX』収録バージョン
  - オリジナル・バージョンはフェードアウトするが、収録バージョンはフェードアウトしない。
15. Super Chance
  - 『BEST REMIX』収録バージョン
16. 君は1000%
  - 『BEST REMIX』収録バージョン